# Groupe de kofun d'Ichisuka
Le groupe de kofun d'Ichisuka (一須賀古墳群, Ichisukakofungun) est un ensemble de tumulus situé à Kanan et Taishi, dans la préfecture d'Osaka. Il est classé site historique national du Japon.

## Description
Le groupe de kofuns d'Ichisuka est constitué d'environ 250 tumulus, répartis sur un carré d'environ 1,5 km de côté.
Les kofuns sont soit de forme circulaire, d'un diamètre de 10 à 20 m, soit de forme carrée, d'une superficie de 10 à 20 m2 . La plupart d'entre eux ont perdu la couche de terre qui les recouvrait, et leurs structures de pierres sous-jacentes sont exposées. Ils sont généralement orientés Nord-Sud.

## Datation
Les tombes datent du VIe au VIIIe siècle.

## Vestiges archéologiques
À l'intérieur des kofuns, on a trouvé beaucoup d'objets venant de l'extérieur du Japon.

## Musée et visite
Au milieu du site, on a construit le musée Chikatsu Asuka. Une quarantaine de kofuns sont ouverts au public.

## Galerie

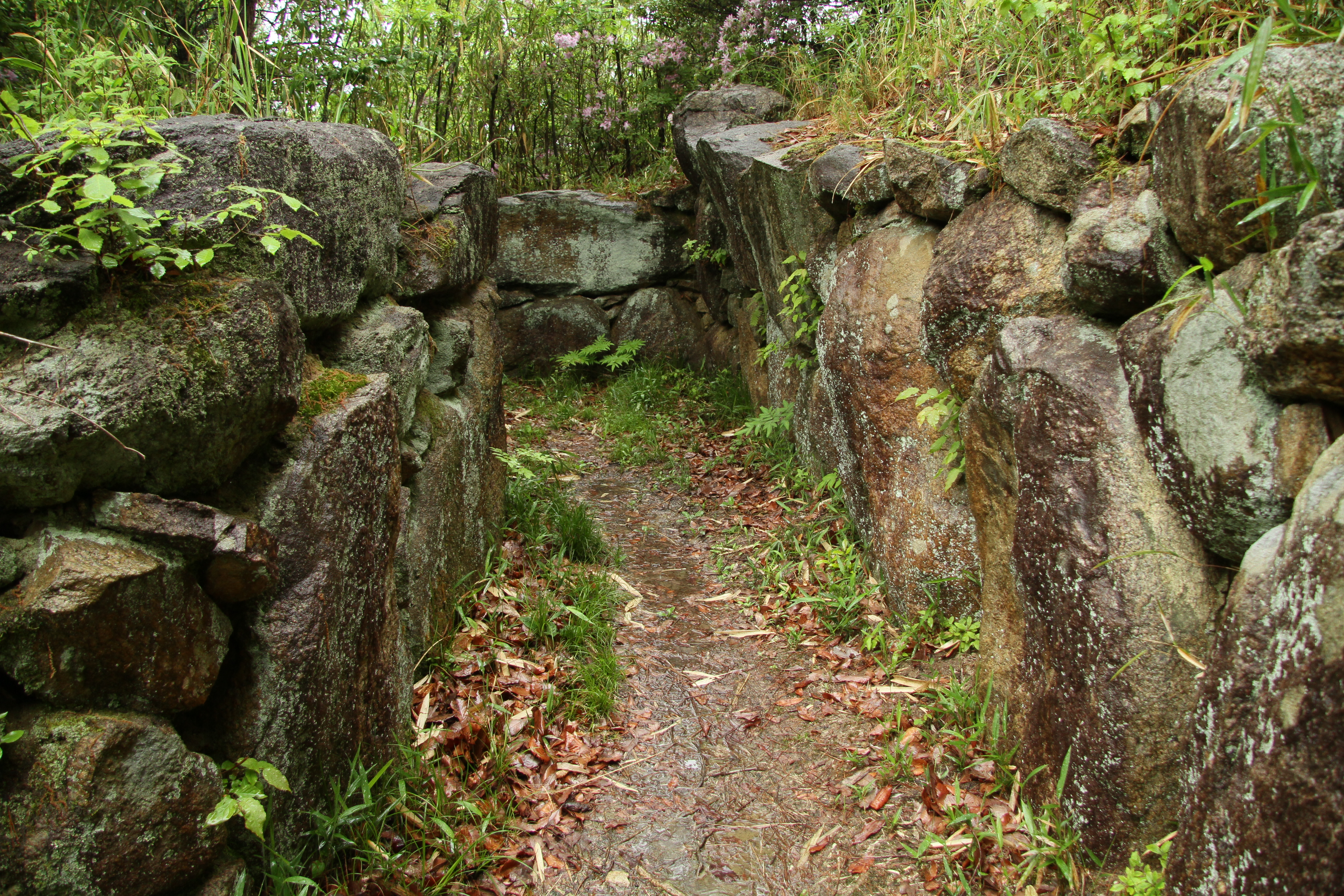
Chambre funéraire B 4.
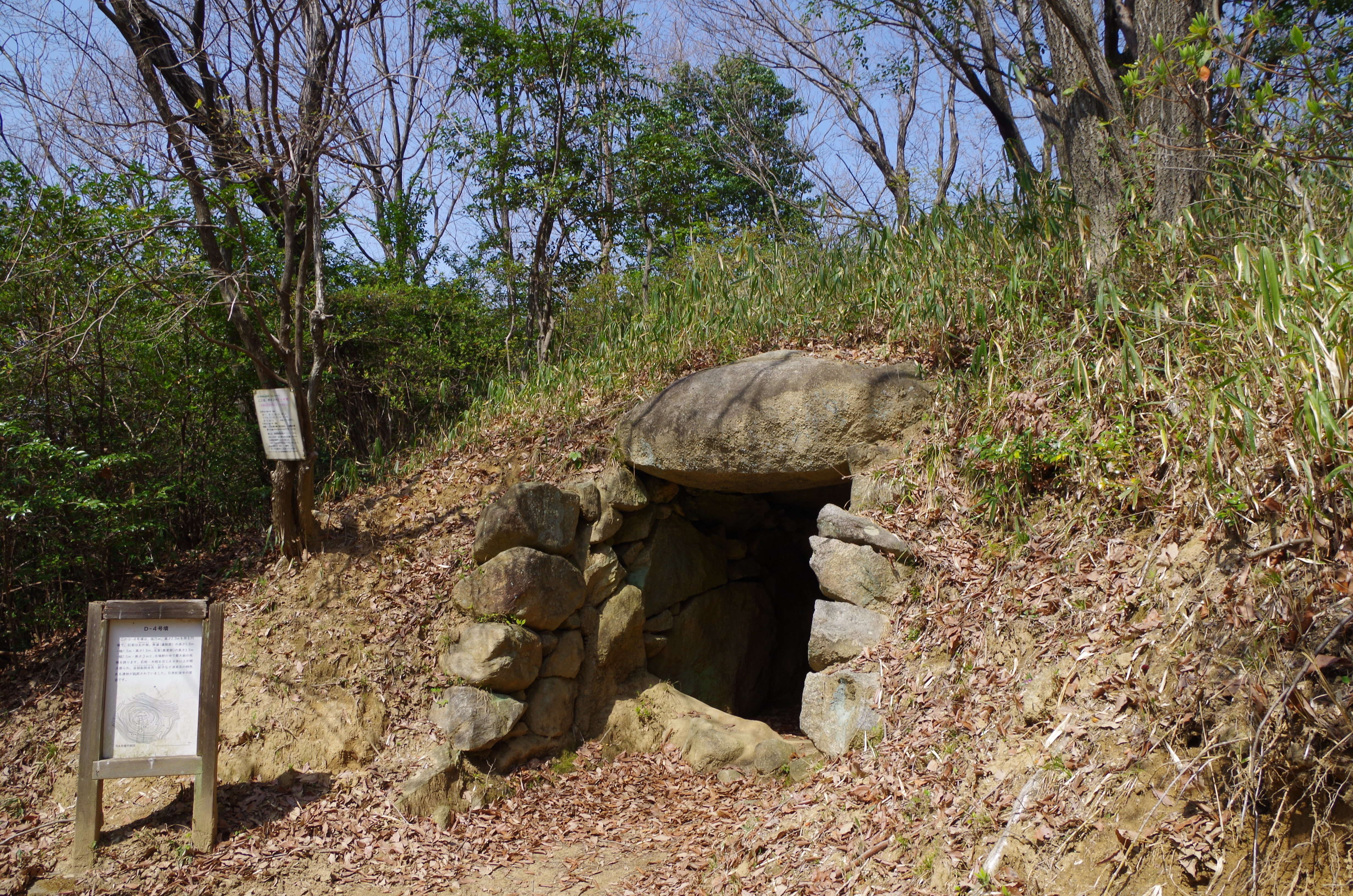
Kofun D 4.
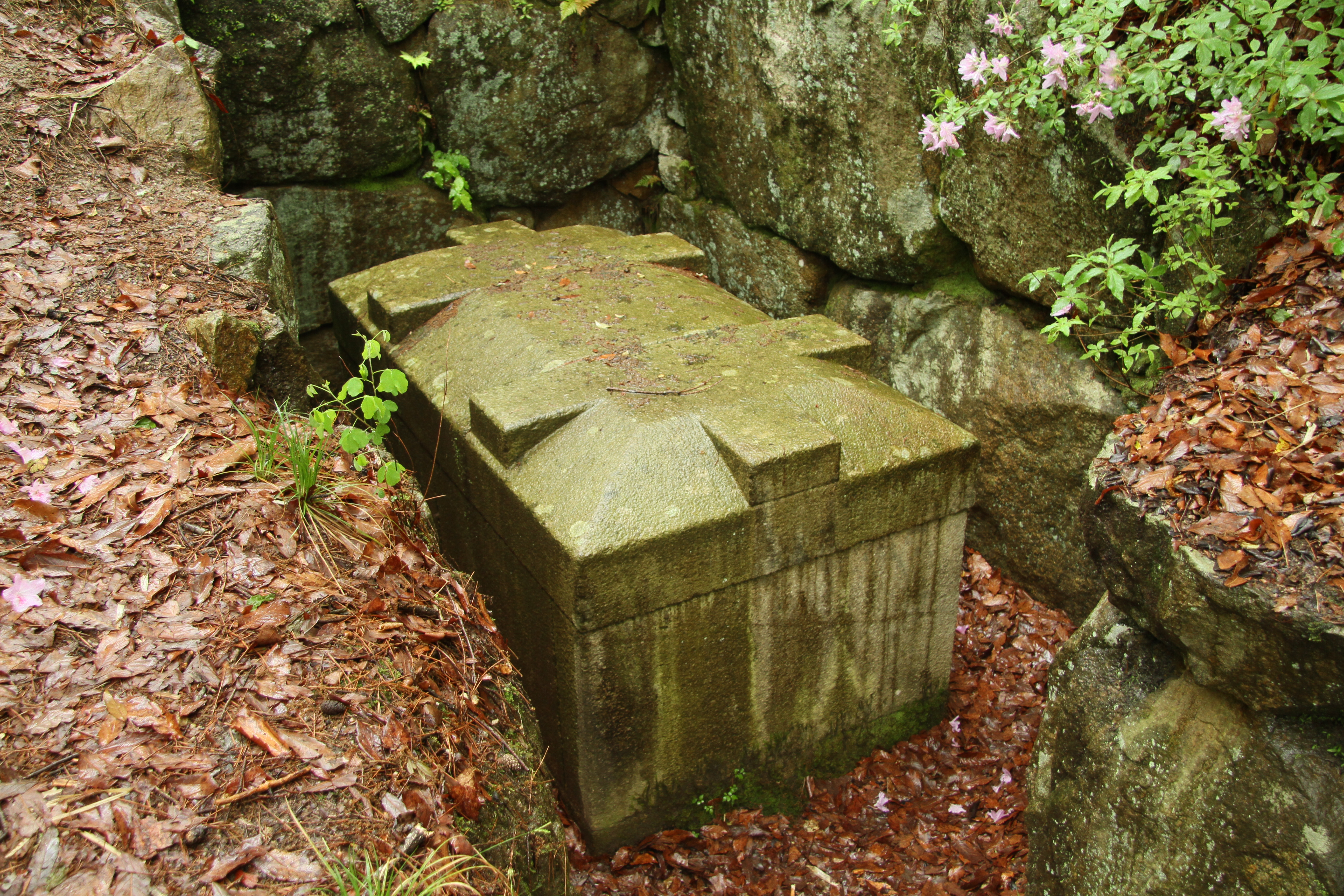
Sarcophage de la structure B 9.